# Mera Peak
Mera Peak er et bjerg i Makalu Baruns nationalpark i Nepal. Toppen ligger på 6 476 meter over havet og indgår i den del af Himalaya som kaldes Mahalangur Himal.

## Beskrivelse
Bjerget består af tre toppe: Mera North (6476 m.o.h.), Mera Central (6461 m.o.h.) og Mera South (6065 m.o.h.).
Mera Peaks højde er ofte angivet til 6654 m.o.h., men beror efter alt at dømme på en forveksling med det nærliggende Peak 41, som undertiden rapporteres som “Mera”.
De fleste bestigninger sker til Mera Central, som ikke er den højeste top ved Mera Peak. Det kan skyldes, at lavinerisikoen er større på Mera North.
Bjerget indgår som del i Makalu Baruns nationalpark i det beskyttede Sacred Himalayan Landscape, som hovedsageligt ligger i Nepal, men som også strækker sig ind i Sikkim og Darjeeling i Indien.
Mera Peak ligger i Solukhumbu-distriktet. De nærmeste bjerge er Nau Lekh, Kyashar, Kusum Kanguru, Peak 41 og Kangtega, med stigende afstande. Bjerget er afvandingsområde til Ganges og dermed til Den Bengalske Bugt.
Fra Mera Peak kan man i klart vejr at se fem af de seks højeste bjerge i verden: Cho Oyu (8201 m), Lhotse (8516 m), Mount Everest (8848 m) og Makalu (8463 m) som ligger ganske nært og i meget klart vejr kan man også se Kangchenjunga (8586 m) ved grænsen mod Indien mod øst. Blandt de højeste bjerge er det kun K2 (8611 m) i Pakistan som man ikke kan se.

## Klatrehistorie
Området ved Mera Peak blev udforsket af britiske ekspeditioner i begyndelsen af 1950'erne og også straks efter den første bestigning af Mount Everest. Medlemmerne af disse ekspeditioner omfattede Edmund Hillary, Tenzing Norgay, Eric Shipton og George Lowe.
Den første topbjergbestigning af Mera Central fandt sted den 20. maj 1953 av Jimmy Roberts og Sen Tenzing.
Mera North blev besteget først af de franske bjergbistiere Marcel Jolly, G. Baus og L. Honills i 1975.
Mera South bestiges for første gang i 1986 af Mal Duff og Ian Tattersall. Klatring af denne sydvestlige vej er vanskelig på grund af serak formation.
Den bedste tiden for at bestige Mera Peak er i maj og i oktober, mens mars-april og september og november også er mulige, men under betydelige køligere og sne rigere forhold.